# Institut psychanalytique de Berlin
L' Institut psychanalytique de Berlin (en allemand : Berliner Psychoanalytisches Institut) est créé par Max Eitingon, Karl Abraham et Ernst Simmel en 1920. Après une interruption de son activité en tant que tel de 1933 à 1950, due à l'annexion de l'Institut par Matthias Göring durant la Seconde Guerre mondiale qui le remplace par son Institut Göring, l'Institut psychanalytique est refondé en 1950.

## Histoire

### Années 1920
Les psychanalystes Max Eitingon et Ernst Simmel présentent en 1919 un projet de polyclinique à Karl Abraham, alors président de l'Association psychanalytique de Berlin (Berliner Psychoanalytische Vereinigung), fondée par Karl Abraham en 1910. Leur projet prévoit de créer un lieu où les cures analytiques seront gratuites, à la portée de tous. Ce projet est complété par l'ouverture d'un institut de formation des analystes, au 29, Potsdamer Straße, inauguré le 14 février 1920. 
Cet institut, dont le bâtiment est conçu par l'architecte Ernst Freud et dont Max Eitingon est le directeur et le propriétaire, est le premier site institutionnel de formation à la psychanalyse. D'autres polycliniques sont ouvertes ultérieurement, à Londres, en 1924, par la Société britannique de psychanalyse et à Budapest, en 1931, sous la direction de Sándor Ferenczi. En 1928, l'institut s'installe au 10 Wichmannstrasse, dans des locaux plus grands.
En 1923, la polyclinique et l'institut sont réunis sous le nom de Berliner Psychoanalytisches Institut. S'y adjoignent un centre de formation et de recherche, une salle de cours, une salle de réunions et une bibliothèque d'ouvrages métapsychologiques. Abraham donne des cours d’introduction à la psychanalyse, et s'occupe des enseignements supérieurs, tandis que Max Eitingon s'occupe des enseignements pratiques. Hanns Sachs, Karen Horney et Ernst Simmel participent également à l’enseignement. La formation, d'abord gratuite, devient payante, mais un système de bourses d'études est mis en place.

### Années 1930
En 1930, environ 94 thérapeutes exercent dans l'Institut, dont une soixantaine appartenaient à l'Association psychanalytique internationale, soit un petit quart des effectifs de l'API qui comptait alors 400 membres, ce qui montre l'importance du mouvement psychanalytique allemand dans l'immédiat avant-guerre. Dès les années 1930, leur nombre diminue, du fait de l'exil des psychanalystes du fait des Lois de Nuremberg qui interdisaient l'exercice de professions libérales aux juifs, et de menaces directes liées à l'idéologie du régime nazi. 
En 1935, seuls 14 psychanalystes exercent encore, lorsque l'Institut Göring, dirigé par Matthias Göring (cousin de Hermann Göring), s'empare des biens de l'Institut psychanalytique de Berlin.

### Années d'après-guerre
Disparu sous le national-socialisme, l'institut est refondé en 1950, à la suite de la fondation en 1950 de la Deutsche Psychoanalytische Vereinigung (DPV, en français, Association allemande de psychanalyse), groupe dissident, autour de Carl Müller-Braunschweig, de la Deutsche Psychoanalytische Gesellschaft, (en français, Société allemande de psychanalyse). Ce groupe formé autour de Müller-Braunschweig, à l'origine de la DPV, se démarque des entreprises nazies sous la direction de Göring.
Il prend l'intitulé de Berliner Psychoanalytisches Institut Karl-Abraham-Institut) et constitue l'institut de formation de la Deutsche Psychoanalytische Vereinigung. En 1970, pour le 50e anniversaire de sa fondation, l'Institut ajoute l'intitulé «  Karl-Abraham-Institut » à son nom.

## La formation des psychanalystes à l'Institut en 1920
Le parcours de formation des futurs psychanalystes à l'Institut est organisé de la manière suivante: 
- Les candidats étaient acceptés en formation après trois entretiens préliminaires.
- Ce cursus, élaboré par Max Eitingon, Müller-Braunschweig et, plus tard, Sándor Radó, repose sur trois principes : 
  - la réalisation d'une analyse didactique de six mois au moins ;
  - le suivi d'un enseignement théorique ;
  - après deux semestres de cet enseignement théorique, la réalisation d'un stage à mi-temps, d'une durée minimale de deux ans, avec une supervision.

À l'issue de cette formation et sous réserve d'être acceptés, les candidats pouvaient exercer comme psychanalystes.
Les candidats à l'analyse d'adultes devaient avoir réalisé un cursus d'études de médecine, même incomplet, alors que la pratique psychanalytique n'était pas réservée aux médecins en Allemagne. Les candidats à l'analyse d'enfants devaient attester quant à eux d'un cursus pédagogique.
Hanns Sachs en est le premier analyste didacticien, rejoint ultérieurement par Sandor Rado, Michael Balint, Alice Balint, Franz Alexander ou encore Melanie Klein. Plusieurs analystes viennois se sont aussi joints à ce groupe, Wilhelm Reich, Theodor Reik, ou encore Otto Fenichel.

## Prestige et postérité
L'Institut tel qu'il existe dans les années 1920 bénéficie de son prestige de premier institut de formation. Il accueille de nombreux psychanalystes ou candidats psychanalystes, de Berlin, d’Europe et des États-Unis et durant quelques années, d'unique centre institutionnel reconnu par l’Association psychanalytique internationale. 